# HD 147018
HD 147018 é uma estrela na constelação de Triangulum Australe. Tem uma magnitude aparente de 8,3, portanto não pode ser vista a olho nu. Medições de paralaxe mostram que está a aproximadamente 132 anos-luz (40,5 parsecs) da Terra. Com um tipo espectral de G9 V e temperatura efetiva de 5 441 K, esta é uma estrela de classe G da sequência principal (anã amarela), similar ao Sol, porém menos maciça e luminosa. Tem uma massa que equivale a 92,7% da massa solar, enquanto sua magnitude absoluta é de 5,13.
Em 2010, foi publicada a descoberta pelo método da velocidade radial de dois planetas extrassolares orbitando HD 147018. Ambos são gigantes gasosos com massa mínima de 2,12 e 6,56 vezes a massa de Júpiter. Orbitam a estrela a uma distância média de 0,24 e 1,92 UA com um período orbital de 44,24 e 1008 dias.
| Planeta | Massa           | Semieixo maior (UA) | Período orbital (dias) | Excentricidade  |
| ------- | --------------- | ------------------- | ---------------------- | --------------- |
| b       | >2,12 ± 0,07 MJ | 0,2388 ± 0,0039     | 44,236 ± 0,008         | 0,4686 ± 0,0081 |
| c       | >6,56 ± 0,32 MJ | 1,922 ± 0,039       | 1008 ± 18              | 0,133 ± 0,011   |